# فرودگاه وند ولی
فرودگاه وند ولی   (به انگلیسی: Wend Valley Airport)  یک فرودگاه همگانی  با کد یاتا 49G است که یک باند فرود چمن دارد و طول باند آن ۵۴۹ متر است. این فرودگاه در  کشور ایالات متحده آمریکا قرار دارد و در ارتفاع ۲۷۲ متری از سطح دریا واقع شده است.